# Art ambiental
|  | Per a altres significats, vegeu «Art ecològic». |

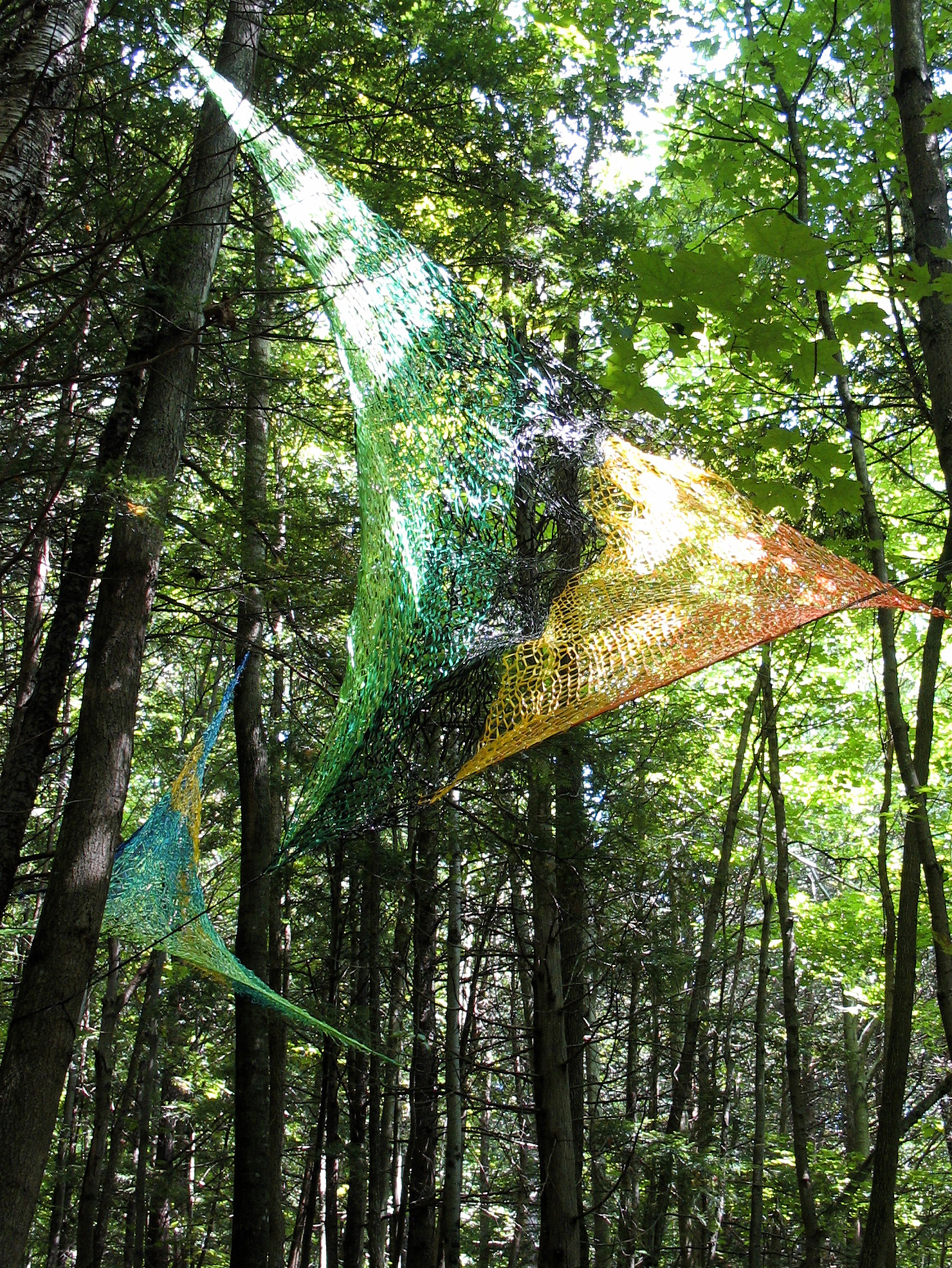
Edith Meusnier, Artefact, Bois de Belle Rivière, Québec, 2010

L'art ambiental és un art desenvolupat als anys 60 del segle xx i consistent a la creació d'ambients perquè el visitant hi visqui una experiència integrat en ell. L'espai on es fa pot ser interior, una sala, o exterior. L'anomenat slow art segueix els mateixos principis ecologistes.
Enfront de la civilització tecnocràtica, l'art ambiental i el happening plantegen una valoració del ritual i de la màgia, trenquen amb les limitacions dels gèneres artístics establerts i proposen una relació directa amb el públic, un art d'idees i d'acció, en lloc de la producció d'objectes. Això suposa, així mateix, un rebuig de la comercialització, de la propietat privada, del valor comercial de l'objecte artístic. Es tracta de creacions efímeres de les que es fa difícil seguir la història perquè només en queden textos, descripcions o alguna imatge.
El desenvolupament posterior de l'acció artística, l'art corporal i algunes manifestacions de l'art conceptual deriven de la línia en què se situava l'art ambiental i els happenings. Del cercle de John Cage van sorgir també els pintors Robert Rauschenberg i Jasper Johns, que van ser un avenç del pop art.

## Història
L'art ambiental sorgeix als Estats Units, a començament dels anys 1950 i al voltant del compositor John Cage i la tradició dadaista, sense oblidar el paper de Duchamp a Nova York. Es comença a fer visible unes orientacions que desembocaran en una nova forma de pràctica artística: l'environment i el happening. A les definicions de Allan Kaprow: L'art ambiental es refereix a una forma d'art que omple una estança, o un espai exterior, envoltant el visitant i incorporant tota classe de materials, incloent llums, sons i color.
Les primeres obres d'art ambiental habitualment bombardejaven als espectadors amb llums, sons, olors i sensacions perquè reaccionessin. Ha acabat passant de moda o difuminant-se en altres formes d'art, com l'acció artística, l'art natura i el teatre dels sentits. Actualment la forma artística oficial més comú als museus, segurament incloent motius administratius i econòmics a més dels artístics, és la instal·lació.